# ТЕС Торревалдаліга-Південь
42°7′27″ пн. ш. 11°45′45″ сх. д. / 42.12417° пн. ш. 11.76250° сх. д.
ТЕС Торревалдаліга-Південь – теплова електростанція у центральній частині Італії в регіоні Лаціо, на північній околиці міста Чивітавекк'я. Модернізована з використанням технології комбінованого парогазового циклу.
У 1963 році на майданчику станції ввели в експлуатацію конденсаційний блок з паровою турбіною потужністю 200 МВт. До 1974-го тут з’явились ще три блоки з показниками по 320 МВт. Первісно вони розраховувались на споживання нафти, проте у підсумку основним паливом став природний газ (так, станом на початок 2000-х для блоку №4 нафта становила лише 25% паливної композиції).
У 2005 році завершили докорінну модернізацію ТЕС, застосувавши більш ефективну технологію комбінованого парогазового циклу. На місці блоків 1 та 2 створили новий енергоблок №5 номінальною потужністю 760 МВт, котрий отримав дві газові турбіни з показниками по 265 МВт. Відпрацьовані ними гази потрапляють у два котли-утилізатори, які живлять парову турбіну зі складу колишнього блоку №2, котру переномінували на потужність у 270 МВт. Новий блок №6 з номінальним показником у 380 МВт має одну газову турбіну потужністю 265 МВт, котра через котел-утилізатор постачає парову турбіну зі складу енергоблоку №3, частково демобілізовану до рівня у 135 МВт. Модернізація дозволила досягнути паливної ефективності блоків 5 та 6 на рівні 55%. 
Як паливо нові блоки використовують природний газ. Блок №4 також повністю перевели на газ, проте станом на середину 2010-х він вже перестав враховуватись при визначенні потужності ТЕС.
Конденсаційні блоки використовували димарі висотою по 120 метрів. Наразі видалення продуктів згоряння із котлів-утилізаторів відбувається за допомогою димарів висотою по 90 метрів.
Зв’язок із енергомережею відбувається по ЛЕП, розрахованій на роботу із напругою 380 кВ.